# Сибилске књиге
Сибилске књиге (лат. Libri Sibyllini, Fata Sibyllina) је зборник у коме су била записана пророчанства Сибила (еритрејских, самоских, делфских, тројских, кимских итд.) Сматра се да је под утицајем Сибилских књига дошло до хеленизације римске религије .
Сибилске књиге су у Рим донели Хелени из јужне Италије. Отварали су их свештеници само у случају великих несрећа, на пример код куге или потреса. Сибилски свештеници (лат. quindecemviri sacris faciundis), којих је прво било два, потом десет и напослетку петнаест, били су најчешће бивши конзули или претори. Њихова дужност била је да по наређењу сената тумаче реченице, да кажу како се богови могу умирити и да одреде извођење онога што треба урадити. 

## Историја сибилских књига
По предању, Сибилске књиге купио је Тарквиније Охоли од кимске Сибиле, која је понудила краљу да откупи девет књига, са најпознатијим пророчанствима. Тарквиније је одбио, јер је цена била висока. Тада је Сибила запалила три књиге, а за преосталих шест је и даље захтевала исту цену. Тарквиније и по други пут одбио, после чега је запаљено још три књиге. Краљ је купио последње три, а Сибила је успела да добије тражену цену.
Књиге су биле у подрумима Капитолског храма. Кад су у пожару 83. п. н. е. пропале, сенат је упутио посланство у места која су сматрана седиштима сибила, како би се добила нова збирка. Сакупљено је око хиљаду пророчанстава, која су, 74. п. н. е. смештена у обновљени Капитолски храм. Август их је сместио у две златне кутије и пренео у Аполонов храм на Палатину. Сматра се да су последњи пут Сибилске књиге отваране у доба царства, 363. године. Стилихон их је спалио 405. године.